# Bish Bosch
 (septembre 2012).
Si vous disposez d'ouvrages ou d'articles de référence ou si vous connaissez des sites web de qualité traitant du thème abordé ici, merci de compléter l'article en donnant les références utiles à sa vérifiabilité et en les liant à la section « Notes et références ».
Albums de Scott Walker
The Drift
(2006) Soused (en)
(2014)
Bish Bosch est le douzième album studio de Scott Walker, sorti le 3 décembre 2012,.

## Titres
Toutes les chansons sont écrites et composées par Scott Walker.
| No | Titre                                        | Durée |
| -- | -------------------------------------------- | ----- |
| 1. | 'See You Don't Bump His Head'                | 4:06  |
| 2. | Corps De Blah                                | 10:11 |
| 3. | Phrasing                                     | 4:46  |
| 4. | SDSS1416+13B (Zercon, A Flagpole Sitter)     | 21:42 |
| 5. | Epizootics!                                  | 9:41  |
| 6. | Dimple                                       | 6:47  |
| 7. | Tar                                          | 5:39  |
| 8. | Pilgrim                                      | 2:27  |
| 9. | The Day The 'Conducator' Died (An Xmas Song) | 7:45  |